# Площадь Ицхака Рабина

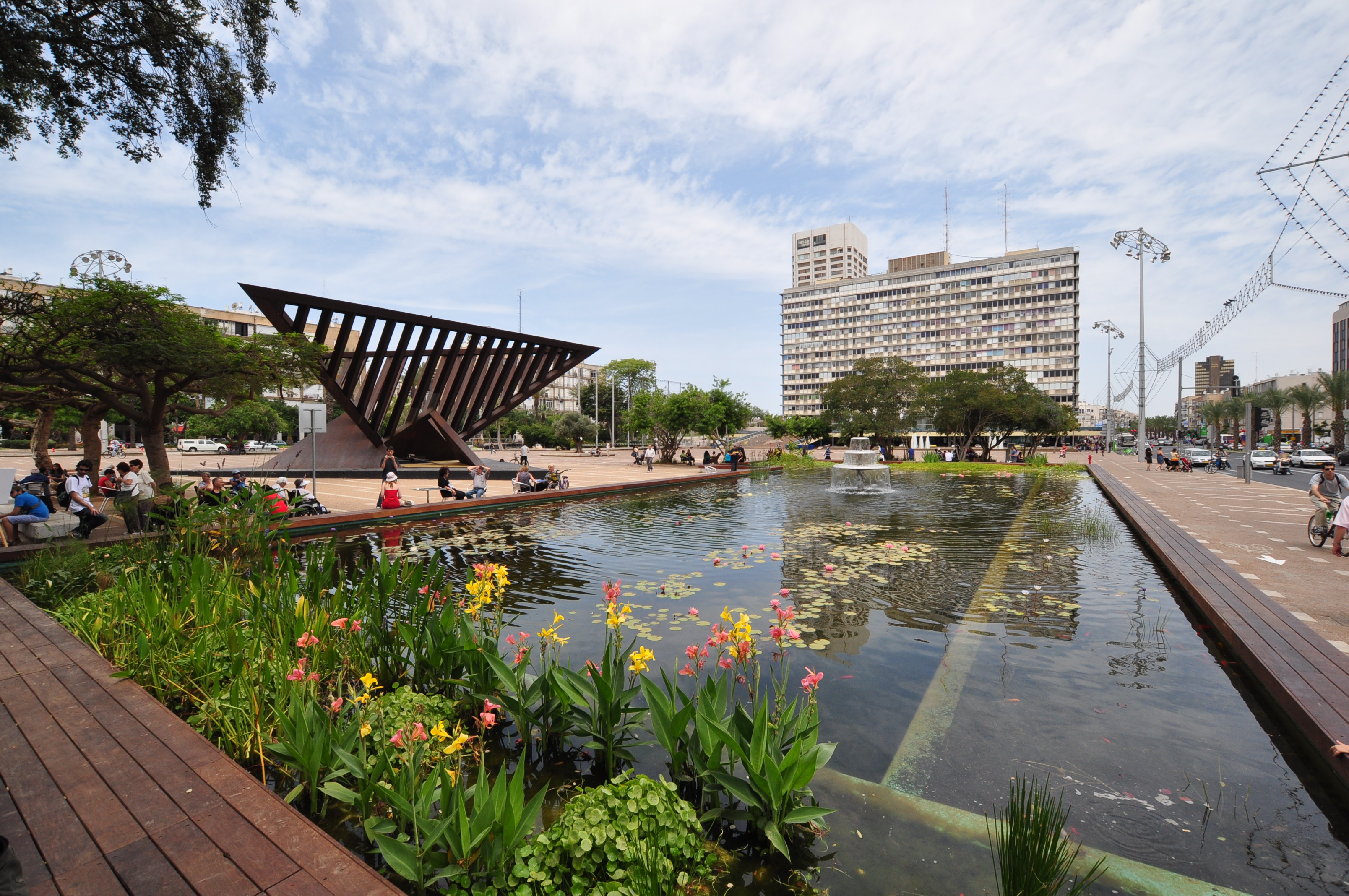
Площадь Ицхака Рабина

Пло́щадь Ицха́ка Раби́на (ивр. כיכר רבין‎), ранее называлась «Площадь Царей Израиля» (ивр. כיכר מלכי ישראל‎) — площадь в центре Тель-Авива. Названа в 1995 году в честь премьер-министра Израиля Ицхака Рабина, убитого на этой площади 4 ноября 1995 года.
С востока площадь ограничена улицей Ибн Габироль, с юга — улицей Царей Израиля, и с запада — Бульваром Бялика. Планировка площади разработана в 1964 году архитекторами Яски и Александрони.
Размеры площади составляют около 160×260 м, она окружена шестиэтажными домами, а с северной стороны площади расположено здание мэрии Тель-Авива. Площадь является одной из крупнейших общественных зон города.

## История

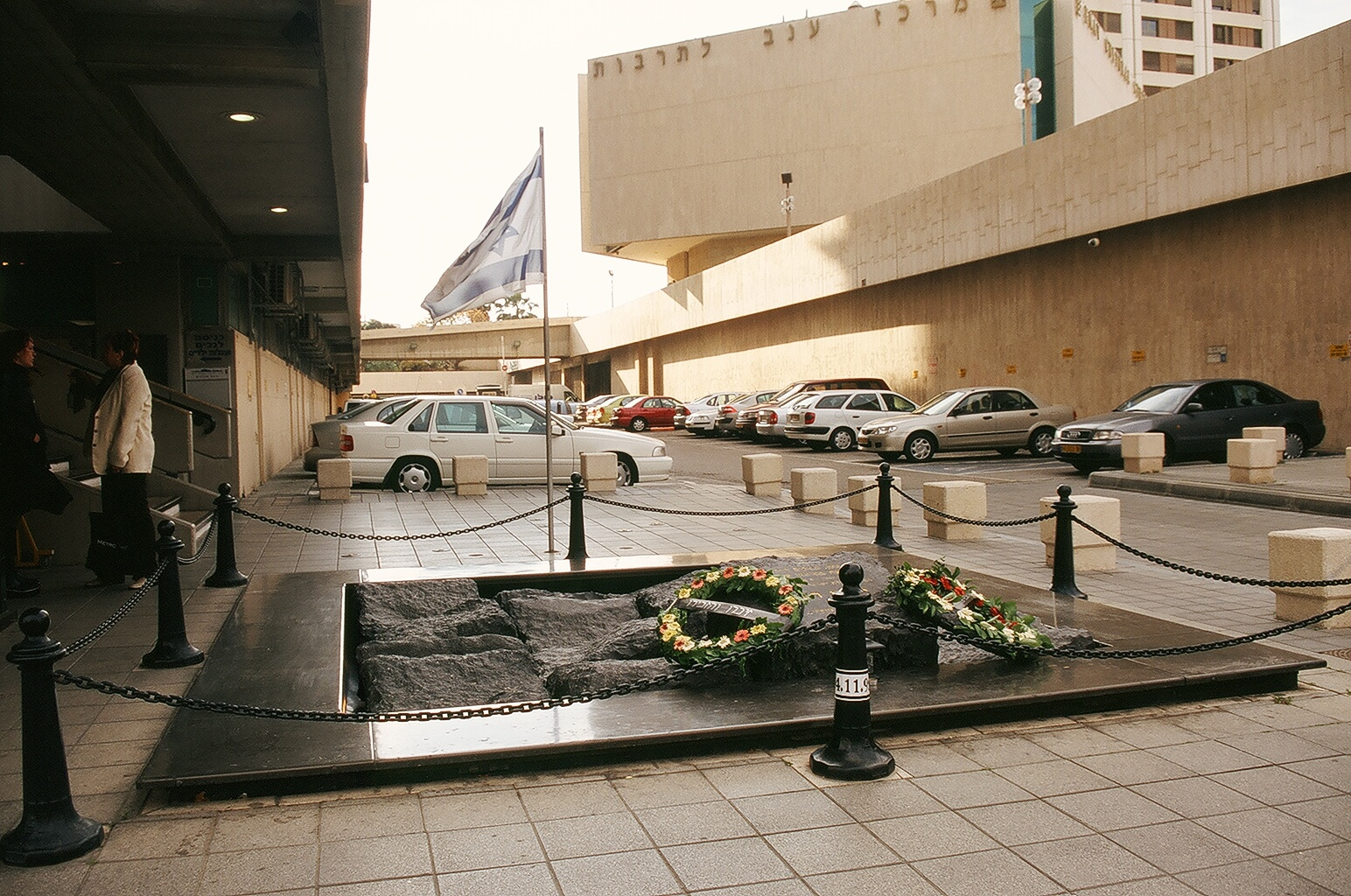
Мемориал на месте убийства Рабина

Площадь образовалась в 1960-х годах. По плану Геддеса (1926) на её месте должна была быть построена больница. Вместо этого на том месте был разбит парк и появился зоопарк, действовавший до 1950-х годов.
В 1947, 1951 и 1957 годах прошло три архитектурных конкурса по обустройству площади. Первый из них включал в себя и окружающие дома, последующие — лишь саму площадь.
В 1970-е года приобрела общественное значение. Там стали собираться люди, чтобы отпраздновать радостные события, как победа Маккаби над ЦСКА в 1977 году, или отметить политические. Мэр города Шломо Лахат положил начало традиции организованных политических собраний. Всего на площади (17650 м²) и окружающих улицах могут собраться около 180 тыс. человек.
В начале 1980-х на площади состоялось несколько крупных собраний и демонстраций израильских левых. Во время предвыборной кампании 1981 года там прошёл митинг партии Авода, на которой телеведущий Дуду Топаз пренебрежительно отозвался об африканских евреях, поддерживавших Ликуд. По некоторым утверждениям, эти слова, которыми воспользовался глава Ликуда Бегин, были одной из причин, по которым Авода потерпела поражение. В 1982 году в городе проходили демонстрации и митинги сторонников и противников войны в Ливане. 25 сентября на центральной площади прошла массовая демонстрация протеста против резни в Сабре и Шатиле. В феврале 1983 года там же тысячи собрались на траурный митинг после убийства левого активиста Эмиля Гринцвейга.
До начала 1990-х годов включительно на площади проходило празднование Дня независимости Израиля, во время которого проходили парады Армии обороны Израиля.
5 ноября 1995 года на площади произошло знаковое для израильской политике и истории событие. В этот день там проходил митинг в поддержку мирного процесса, организованный уходящим мэром Лахатом. На ней присутствовали премьер министр Ицхак Рабин и министр иностранных дел Шимон Перес. По окончании митинга Рабин спустился со сцены, за которой его поджидал еврейский радикал Игаль Амир. Амир выстрелил ему в спину, отчего Рабин скончался. Когда стало известно о произошедшем, многие люди стали приходить на площадь, зажигать в его память свечи и скорбить вместе. Вскоре после убийства площадь была названа в честь Рабина.
На месте гибели Рабина (в северо-восточном углу площади, возле мэрии) установлен памятник. Ближе к южной оконечности площади в 1975 году был установлен мемориал в память жертв Холокоста работы скульптора Игаля Тумаркина.